# 고교회파
고교회파(High Church)는 성공회를 비롯해 성공회와 일치를 이루는 루터교의 공교회주의 전통을 강조하는 신학조류이다. 사도적 전승에 따른 기독교의 역사적 연속성과 성사적인 신앙, 교회의 가시적 일치와 전례를 강조하였다. 성공회에서는 앵글로 가톨릭주의라고 하며 영국공교회, 또는 성공회 보편교회라고도 한다.

## 같이 보기
- 옥스퍼드 운동
- 저교회파
- 광교회파
- 성공회